# Flugten til Hollywood
Flugten til Hollywood er en dansk dokumentarfilm fra 2012, der er instrueret af Trine Dam Ottosen.

## Handling
Filmen er en poetisk dokumentar om en ung storyboardtegner, som rejser til Hollywood for at forfølge sin drøm. I en tid med Mad Men-craze og nostalgi, rammer filmen ind i hjertet af tidens eskapisme. Filmen er et portræt af drømme; hvordan de opstår, gror og stædigt hænger ved.